# Wyszcza liha (1998/1999)
Wyszcza liha w piłce nożnej 1998/1999 – VIII edycja najwyższych w hierarchii rozgrywek ligowych ukraińskiej klubowej piłki nożnej. Sezon rozpoczął się 7 lipca 1998, a zakończył się 25 czerwca 1999.

## Drużyny
Zespoły występujące w Wyszczej Lidze 1998/1999
- CSKA Kijów
- Dnipro Dniepropetrowsk
- Dynamo Kijów
- Karpaty Lwów
- Krywbas Krzywy Róg
- Metalist Charków
- Metałurh Donieck
- Metałurh Mariupol
- Metałurh Zaporoże
- Nywa Tarnopol
- SK Mikołajów
- Prykarpattia Iwano-Frankiwsk
- Szachtar Donieck
- Tawrija Symferopol
- Worskła Połtawa
- Zirka Kirowohrad

Uwagi
- – zespoły, które awansowały z Pierwszej ligi edycji 1997/98

## Stadiony
| Lp. | Klub                         | Miasto          | Stadion               | Pojemność |
| --- | ---------------------------- | --------------- | --------------------- | --------- |
| 1   | CSKA Kijów                   | Kijów           | Stadion CSKA          | 12 000    |
| 2   | Dnipro Dniepropetrowsk       | Dniepropetrowsk | Stadion Dnipro Meteor | 24 381    |
| 3   | Dynamo Kijów                 | Kijów           | Stadion Dynamo        | 16 873    |
| 4   | Karpaty Lwów                 | Lwów            | Stadion Ukraina       | 28 051    |
| 5   | Krywbas Krzywy Róg           | Krzywy Róg      | Stadion Metałurh      | 29 782    |
| 6   | Metalist Charków             | Charków         | Stadion Metalist      | 43 000    |
| 7   | Metałurh Donieck             | Donieck         | Stadion Metałurh      | 5 094     |
| 8   | Metałurh Mariupol            | Mariupol        | Stadion Illicziweć    | 12 680    |
| 9   | Metałurh Zaporoże            | Zaporoże        | Stadion Metałurh      | 11 883    |
| 10  | Nywa Tarnopol                | Tarnopol        | Stadion Miejski       | 16 450    |
| 11  | Prykarpattia Iwano-Frankiwsk | Iwano-Frankiwsk | Stadion Ruch          | 15 000    |
| 12  | SK Mikołajów                 | Mikołajów       | Stadion Centralny     | 24 325    |
| 13  | Szachtar Donieck             | Donieck         | Stadion Szachtar      | 31 718    |
| 14  | Tawrija Symferopol           | Symferopol      | Stadion Łokomotyw     | 20 000    |
| 15  | Worskła Połtawa              | Połtawa         | Stadion Worskła       | 24 795    |
| 16  | Zirka Kirowohrad             | Kirowohrad      | Stadion Zirka         | 13 667    |

## Końcowa tabela
| #  | Klub                         | M. | Z. | R. | P. | Bramki | Pkt |
| 1  | Dynamo Kijów                 | 30 | 23 | 5  | 2  | 75-17  | 74  |
| 2  | Szachtar Donieck             | 30 | 20 | 5  | 5  | 70-25  | 65  |
| 3  | Krywbas Krzywy Róg           | 30 | 16 | 11 | 3  | 43-18  | 59  |
| 4  | Karpaty Lwów                 | 30 | 15 | 10 | 5  | 54-34  | 55  |
| 5  | Metałurh Mariupol            | 30 | 14 | 6  | 10 | 35-27  | 48  |
| 6  | Metalist Charków             | 30 | 14 | 5  | 11 | 31-32  | 47  |
| 7  | CSKA Kijów                   | 30 | 11 | 10 | 9  | 37-35  | 43  |
| 8  | Metałurh Zaporoże            | 30 | 12 | 6  | 12 | 46-43  | 42  |
| 9  | Tawrija Symferopol           | 30 | 10 | 7  | 13 | 33-39  | 37  |
| 10 | Worskła Połtawa              | 30 | 10 | 5  | 15 | 36-43  | 35  |
| 11 | Zirka Kirowohrad             | 30 | 9  | 7  | 14 | 31-40  | 34  |
| 12 | Dnipro Dniepropetrowsk       | 30 | 9  | 5  | 16 | 28-46  | 32  |
| 13 | Nywa Tarnopol                | 30 | 8  | 7  | 15 | 29-41  | 31  |
| 14 | Metałurh Donieck             | 30 | 7  | 7  | 16 | 27-51  | 28  |
| 15 | Prykarpattia Iwano-Frankiwsk | 30 | 6  | 6  | 18 | 24-59  | 24  |
| 16 | SK Mikołajów                 | 30 | 2  | 6  | 22 | 18-67  | 12  |

Mecz za prawo pozostania w lidze: 4 lipca 1999 r. Kijów
Prykarpattia Iwano-Frankiwsk-FK Czerkasy - 3:1
Klub Prykarpattia Iwano-Frankiwsk obronił się przed spadkiem.

## Najlepsi strzelcy
| # | Strzelec              | Drużyna            | Mecze | Bramki(karne) |
| - | --------------------- | ------------------ | ----- | ------------- |
| 1 | Andrij Szewczenko     | Dynamo Kijów       | 26    | 18 (1)        |
| 2 | Iwan Hecko            | Karpaty Lwów       | 27    | 16            |
| 2 | Ołeksandr Palanycia   | Karpaty Lwów       | 30    | 16 (5)        |
| 4 | Wałentyn Połtaweć     | Metałurh Zaporoże  | 28    | 13 (3)        |
| 5 | Andrij Worobiej       | Szachtar Donieck   | 18    | 11            |
| 5 | Ołeksij Osipow        | Tawrija Symferopol | 28    | 11 (1)        |
| 7 | Alaksandr Chackiewicz | Dynamo Kijów       | 23    | 10            |
| 7 | Awtandil Kapanadze    | Nywa Tarnopol      | 29    | 10            |
| 9 | Jurij Sełezniow       | Szachtar Donieck   | 19    | 9             |
| 9 | Serhij Rebrow         | Dynamo Kijów       | 22    | 9 (2)         |
| 9 | Ihor Kostiuk          | Worskła Połtawa    | 25    | 9 (2)         |
| 9 | Witalij Pantiłow      | Metałurh Mariupol  | 27    | 9 (4)         |
| 9 | Ołeksandr Hajdasz     | Tawrija Symferopol | 29    | 9             |
| 9 | Ihor Kysłow           | Zirka Kirowohrad   | 29    | 9             |

## Medaliści
(liczba meczów i goli w nawiasach)
| 1. Dynamo Kijów |
| Bramkarze: Ołeksandr Szowkowski (24 / -14), Wjaczesław Kernozenko (6 / -3). Obrońcy: Władysław Waszczuk (25 / 1), Ołeksandr Hołowko (24 / 2), Ołeh Łużny (21), Jurij Dmytrulin (17 / 1), Ołeksandr Kyriuchin (9), Serhij Fedorow (5), Wołodymyr Jezerski (5). Pomocnicy: Andrij Husin (26 / 5), Kacha Kaladze (26 / 3), Alaksandr Chackiewicz (23 / 10), Walancin Bialkiewicz (21 / 5), Witalij Kosowski (19 / 3), Aleksiej Gierasimienko (18 / 2), Artem Jaszkin (13), Wasyl Kardasz (12 / 1), Dmytro Mychajłenko (12 / 1), Serhij Kormilcew (9 / 1), Serhij Konowałow (7 / 1), Ołeksandr Radczenko (4), Serhij Czerniak (2), Denys Onyszczenko (2). Napastnicy: Andrij Szewczenko (26 / 18), Serhij Rebrow (22 / 9), Serhij Serebrennikow (9 / 6), Ołeh Wenhłynski (8 / 4), Uładzimier Makouski (3 / 1). Trener: Walery Łobanowski. Odeszli w sezonie: Jurij Kalitwincew (10 / 1) (Trabzonspor).                                                           |
| 2. Szachtar Donieck |
| Bramkarze: Dmytro Szutkow (14 / -14), Andrij Kurajew (10 / -9), Andrij Nikitin (6 / -2). Obrońcy: Mychajło Starostiak (26), Ihor Łeonow (23), Jewhen Kotow (19), Ołeksandr Kowal (19), Wołodymyr Mykytyn (14), Wołodymyr Jaksmanyćki (9 / 2), Dainius Gleveckas (7), Siergiej Żunienko (5). Pomocnicy: Wałerij Krywencow (28 / 6), Hennadij Zubow (27 / 4), Serhij Popow (25 / 7), Serhij Kowalow (25 / 3), Hennadij Orbu (20 / 5), Jurij Sełezniow (19 / 9), Anatolij Tymoszczuk (18 / 2), Ołeksij Bachariew (11 / 1), Wołodymyr Kowaluk (6 / 1), Ołeksandr Kowałenko (4). Napastnicy: Andrejs Štolcers (21 / 6), Andrij Worobiej (18 / 11), Ołeh Matwiejew (17 / 7), Serhij Nahorniak (9 / 2), Jurij Danczenko (4), Micheil Pocchweria (3 / 1). Trener: Wałerij Jaremczenko (18 meczów do marca), Anatolij Byszowiec (12 meczów od kwietnia). Odeszli w sezonie: Ołeh Szełajew (2 / 1) (Dnipro Dniepropetrowsk), Kostiantyn Akinin (1) (Metałurh Donieck). |
| 3. Krywbas Krzywy Róg |
| Bramkarze: Ołeksandr Ławrencow (30 / -18). Obrońcy: Andrij Aniszczenko (27), Ołeksandr Hranowski (25), Serhij Buhaj (20 /1), Ihor Doroszenko (17 / 1), Denys Kołczin (11), Andrij Oksymeć (10), Serhij Suchoruczenko (6), Andrij Annenkow (3). Pomocnicy: Oleg Simakow (28 / 46), Wołodymyr Ponomarenko (27 / 6), Hennadij Moroz (26 / 5), Ołeksandr Zotow (23 / 1), Wałentyn Płatonow (19 / 3), Ołeksij Jakymenko (14), Wołodymyr Haszczyn (10 / 3), Ołeksandr Tołkacz (3), Stanisław Kriulin (2), Ołeksandr Jewsiukow (1). Napastnicy: Ołeksandr Woskobojnyk (21 / 3), Jewhen Rymszyn (20 / 4), Serhij Dacenko (17 / 1), Orest Atamanczuk (12 / 3), Rusłan Zabranski (12 / 2), Władisław Majorow (11 / 2), Jurij Jaśkow (8), Roman Monariow (7 / 4), Serhij Storożew (1). Trener: Ołeh Taran. Odeszli w sezonie: Andrei Stroenco (3) (Tiligul Tyraspol).                                                                                                   |

Uwaga: Piłkarze oznaczone kursywą występowali również na innych pozycjach.